# خانه انصارین
خانه انصارین خانه‌ای قدیمی مربوط به دوره قاجار در تبریز است که در کوچه میرزایی قرار دارد. این بنا در ۱۶ اسفند ۱۳۸۴ با شماره ۱۴۵۰۲ در فهرست آثار ملی ایران به ثبت رسیده بود اما دیوان عدالت اداری پس از شکایت مالک جدید این بنا، آن را از فهرست آثار ملی ایران و آذربایجان حذف کرد. اکنون این بنا کاربری کارگاه تولیدی دارد. مالک اولیهٔ این خانه میرزا محمود انصارین استاد ادبیات عرب در دورهٔ قدیم، فارغ‌التحصیل دانشگاه الازهر مصر و نیز صاحب حجره‌ای در بازار تبریز بود که از وی نسخه‌های خطی بر جا مانده است. خانه انصارین در سال ۱۳۸۵ به فرد دیگری فروخته شد.
این خانه طنبی‌ها و ایوان‌هایی همراه ستون‌های بلند از جنس چوب جنگلی دارد که در نوع خود بی‌نظیر است. ایوان و چارچوب در این خانه از کاهگل است، طاق‌های ورودی بلندی دارد و تزئینات آجری، سنگ‌های تیرهٔ ستون‌ها، چینش آجرها و تزئینات هلالی شکل آن به سبک معماری قاجار برمی‌گردد. مساحت این ملک پس از ساخت و سازهای بعدی به ۵۵۰ متر مربع کاهش یافته است.

## نگارخانه

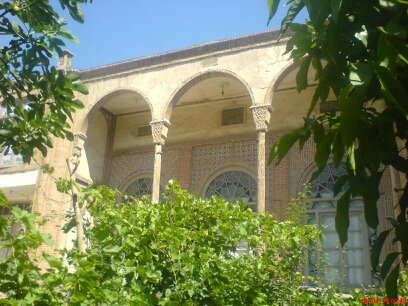
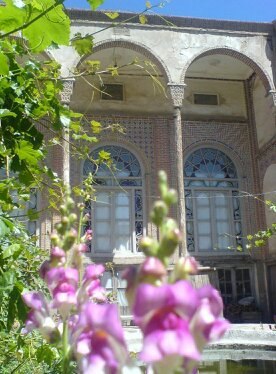